# Darko Dovranić
Darko Dovranić (1955.), hrvatski televizijski novinar, urednik i redatelj. Spada u najaktivnije stvaratelje dokumentarnih filmova na HTV-u.

## Životopis
Rodio se je 1955. godine. U Zagrebu je diplomirao na Filozofskom fakultetu u Zagrebu. Na Radioteleviziji Zagreb od 1985. godine u Zagrebačkoj panorami. U vrijeme Domovinskoga rata bio je izvjestitelj iz istočne i zapadne Slavonije. Od 1994. godine radi u HTV-ovom Dokumentarnom programu. Opus mu čini više od 100 naslova, od čega većina je posvećena Domovinskomu ratu. Druga njegova tema kojom se bavio su politički dokumentarni filmovi o raspadu SFRJ. Također se je bavio suđenjima na tribunalu u Haagu. Osim ratnih tema, često se je bavio temama u svezi s morem i Velebitom. Od serija mu se osobito ističu Olovne godine, čija je tema komunistička represija nad Hrvatima u Jugoslaviji. Suosnivač udruge Zbora ratnih izvjestitelja HRT-a (2011.) te je dobitnik nagrade Ivan Šibl za 2020. godinu.

## Filmografija
Izbor:
- Križ moje braće
- Sjećanje na Žarka Kaića: Pucanj u istinu
- Priče o veteranskom uspjehu
- "Deklaracija" i borba za hrvatsku samostalnost
- Izdrži prijatelju, stižem!
- Hrvatska policija u Domovinskom ratu
- Zlatno srce Mladena Pavkovića